# Porter Airlines
Porter Airlines — канадська регіональна авіакомпанія зі штаб-квартирою в місті Торонто (провінція Онтаріо), що виконує регулярні пасажирські перевезення між Торонто і містами Канади і Сполучених Штатів Америки на турбогвинтових літаках Bombardier Dash-8 Q 400. Аеропортом базування авіакомпанії і її головним транзитним вузлом (хабом) є Аеропорт Торонто-Сіті імені Біллі Бішопа.
Регулярні рейси компанії з аеропорту Біллі Бішоп були запущені в 2006 році після низки великих скандалів. У 2003 році керівництво порту згорнув проект будівництва наземного мосту до острова Торонто, на якому розміщується сам аеропорт, що призвело до великих розбіжностей між регіональними і місцевими авіаперевізниками та муніципалітетом міста Торонто, при цьому деякі з них завершилися судовими позовами до влади. У 2005 році керівництво Porter Airlines викупило пасажирський термінал аеропорту Біллі Бішоп і виселив звідти свого головного конкурента — регіональну авіакомпанію Air Canada Jazz.
Станом на кінець 2009 року проти монопольної політики Porter Airlines продовжують виступати мер Торонто, деякі поради міського муніципалітету, організації місцевих самоврядувань і жителі довколишніх районів. Незважаючи на всі протидії Porter Airlines розширює свою діяльність, додаючи в свою маршрутну мережу перевезень нові регулярні рейси і нарощуючи свій повітряний флот. У березні 2010 року авіакомпанія відкрила нову будівлю пасажирського терміналу в аеропорту Торонто-Сіті імені Біллі Бішопа.

## Структура управління
Авіакомпанія Porter Airlines разом з компанією Porter FBO Limited, що здійснює наземне технічне обслуговування повітряних суден і сервісне обслуговування пасажирів в аеропорту Торонто-Сіті імені Біллі Бішопа, і корпорацією City Centre Terminal Corp належить авіаційному холдингу Porter Aviation Holdings (PAHL), який був створений в 1999 році і відомий під колишньою назвою REGCO Holdings.
Авіаційний холдинг PAHL контролюється бізнесменами:
- Робертом Делюсом (брат якого, Пітер Делюс, очолював іншу регіональну авіакомпанію Канади Canada 3000 аж до її закриття в кінці 2001 року)
- Ларрі Танненбаумом, який є співвласником спортивної корпорації Maple Leaf Sports & Entertainment.

### Керівництво авіакомпанії
- Роберт Дж. Делюс — президент і генеральний директор авіакомпанії Porter Airlines і холдингу Porter Aviation Holdings Inc. У минулому працював на посаді виконавчого директора авіакомпанії Air Ontario;
- Дональд Дж. Керті — голова ради директорів авіакомпанії, колишній головний виконавчий директор магістральної авіакомпанії США American Airlines. За сумісництвом Керті є віце-головою ради директорів і фінансовим директором корпорації Dell.

### Інвестори
Початковий капітал Porter Airlines становив 125 мільйонів канадських доларів, основними частками в даному капіталі належали двома компаніям:
- EdgeStone Capital Partners;
- Borealis Infrastructure — інвестиційний підрозділ Пенсійної системи муніципальних службовців провінції Онтаріо (OMERS).

Станом на осінь 2009 року основними інвесторами Porter Airlines крім перерахованих вище, є ще дві фінансові групи — GE Asset Management Incorporated і Dancap Private Equity Inc.

## Загальна інформація

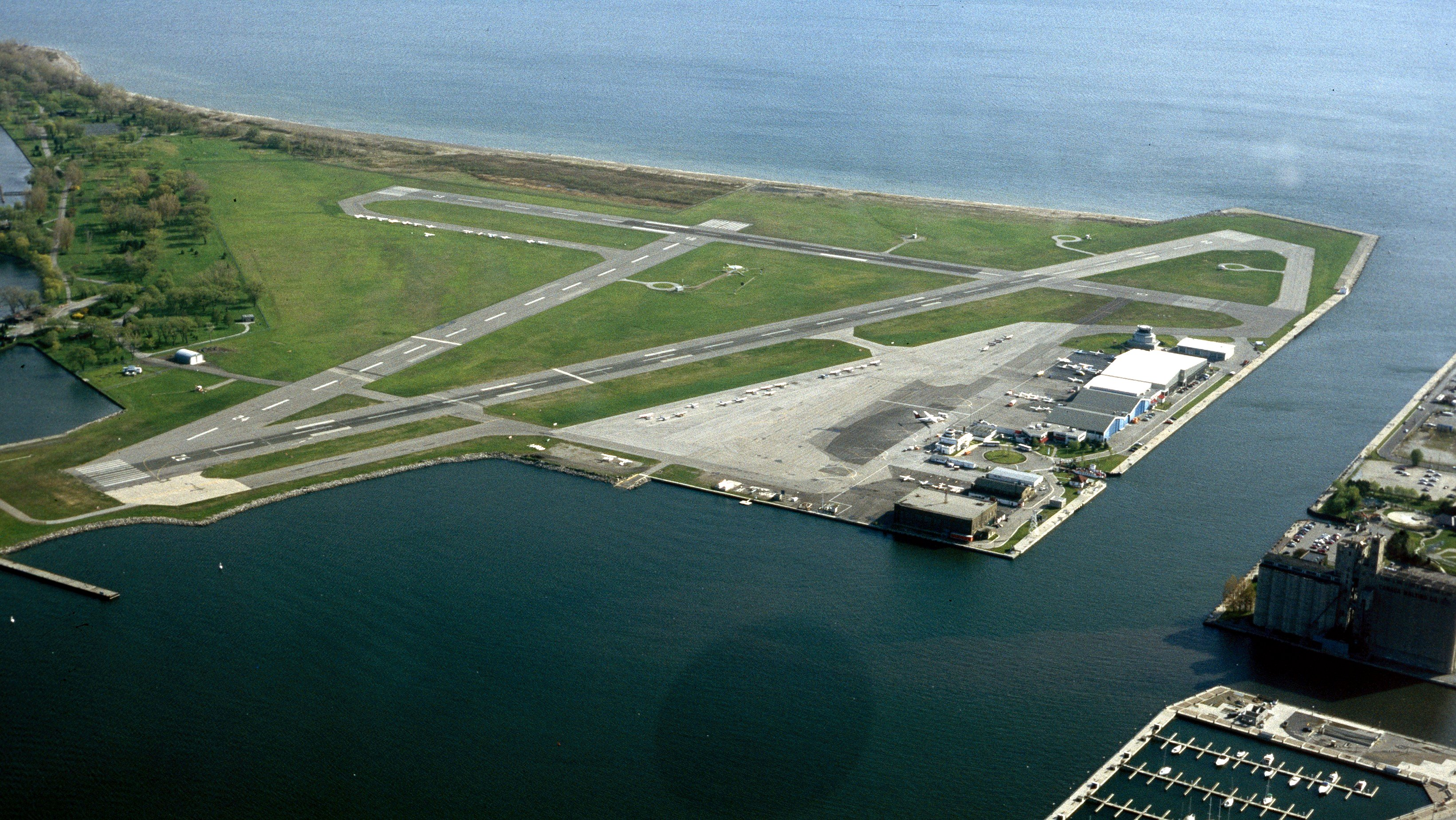
Аеропорт Торонто-Сіті імені Біллі Бішопа

У 2005 році авіаційний холдинг REGCO Holdings придбав у власність Аеропорт Торонто-Сіті імені Біллі Бішопа шляхом повного викупу акцій керуючої компанії City Centre Aviation Ltd. В числі іншої придбаної інфраструктури холдинг отримав місця в пасажирському терміналі, експлуатувалися головним конкурентом Porter Airlines — регіональної авіакомпанією Air Canada Jazz, яка виконувала щоденні регулярні рейси з Торонто в Оттаву. 15 лютого 2006 року магістральний перевізник країни Air Canada оголосив про припинення з боку аеропорту договору на операційне обслуговування свого регіонального партнера Air Canada Jazz і 27 лютого того ж року холдинг REGCO фактично виставив регіонала за двері аеропортового комплексу. Air Canada подала позов у судові інстанції, проте в силу ряду причин Вищий суд провінції Онтаріо розглянув справу не на користь магістрального перевізника.
Холдингу REGCO повністю належить керуюча компанія City Centre Aviation (нині відома під назвою Porter FBO), що займається усіма видами технічного і сервісного обслуговування повітряних суден і пасажирського трафіку в аеропорту Торонто-Сіті імені Біллі Бішопа. Протягом декількох місяців 2006 року ця компанія проводила роботи з переобладнання будівлі пасажирського терміналу аеропорту під рейси авіакомпанії Porter Airlines, яка в свою чергу відкрила регулярні перевезення з аеропорту в жовтні 2006 року. У сучасному періоді Porter FBO веде повне обслуговування термінального комплексу, включаючи паливну заправку повітряних суден.
У 2009 році було сформовано нове дочірнє підрозділ холдингу City Centre Terminal Corp., основним завданням якого стало управління інфраструктурою нової будівлі пасажирського терміналу аеропорту Біллі Бішоп. За повідомленням керівництва холдингової групи сумарний бюджет будівництва другого терміналу становить 50 мільйонів канадських доларів. Перша черга терміналу була здана в експлуатацію 7 березня 2010 року, повністю роботи по реалізації будівельного проекту повинні бути завершені до початку 2011 року. Після введення в експлуатацію будівлю другого терміналу буде мати 10 виходів на посадку (гейтів), дві кімнати відпочинку пасажирів, зони реєстрації квитків та перевірки безпеки, магазин безмитної торгівлі (дьюті фрі) та ряд кафе і ресторанів. Холдинг також зацікавлений у розміщенні в аеропорту зони попереднього митного огляду на рейси в Сполучені Штати Америки (U. S. border preclearance).
Porter Airlines є приватною авіакомпанією, але в силу невизначених причин не надає інформацію про свою фінансову діяльність. Засоби масової інформації відкрито міркують про рентабельності перевізника і, як правило, роблять ставку на її збитковості (що, втім, є типовим для приватних авіакомпаній в перші роки їх роботи). Генеральному директорові Роберту Делюсу пропонувалося розмістити у ЗМІ звіти про фінансову діяльність перевізника, проте всі пропозиції подібного роду були відхилені керівництвом авіахолдингу.
Логотипом авіакомпанії є стилізоване зображення єнота з написом «Mr. Porter». Дизайн службової форми співробітників компанії заснований на стандартах моди, характерних для періоду 1960-х років.

## Історія

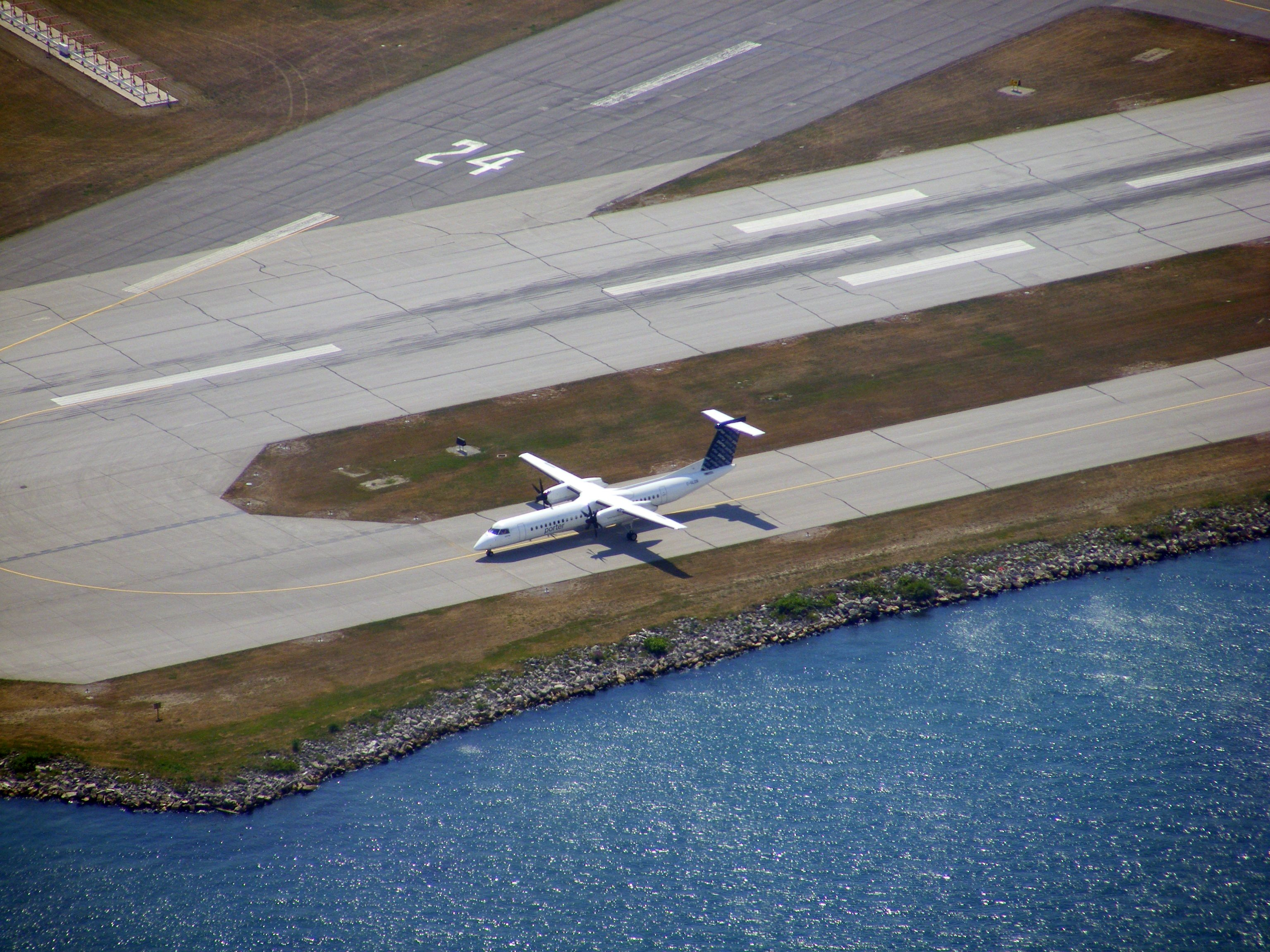
Руління Bombardier Dash-8 авіакомпанії в аеропорту Торонто-Сіті імені Біллі Бішопа

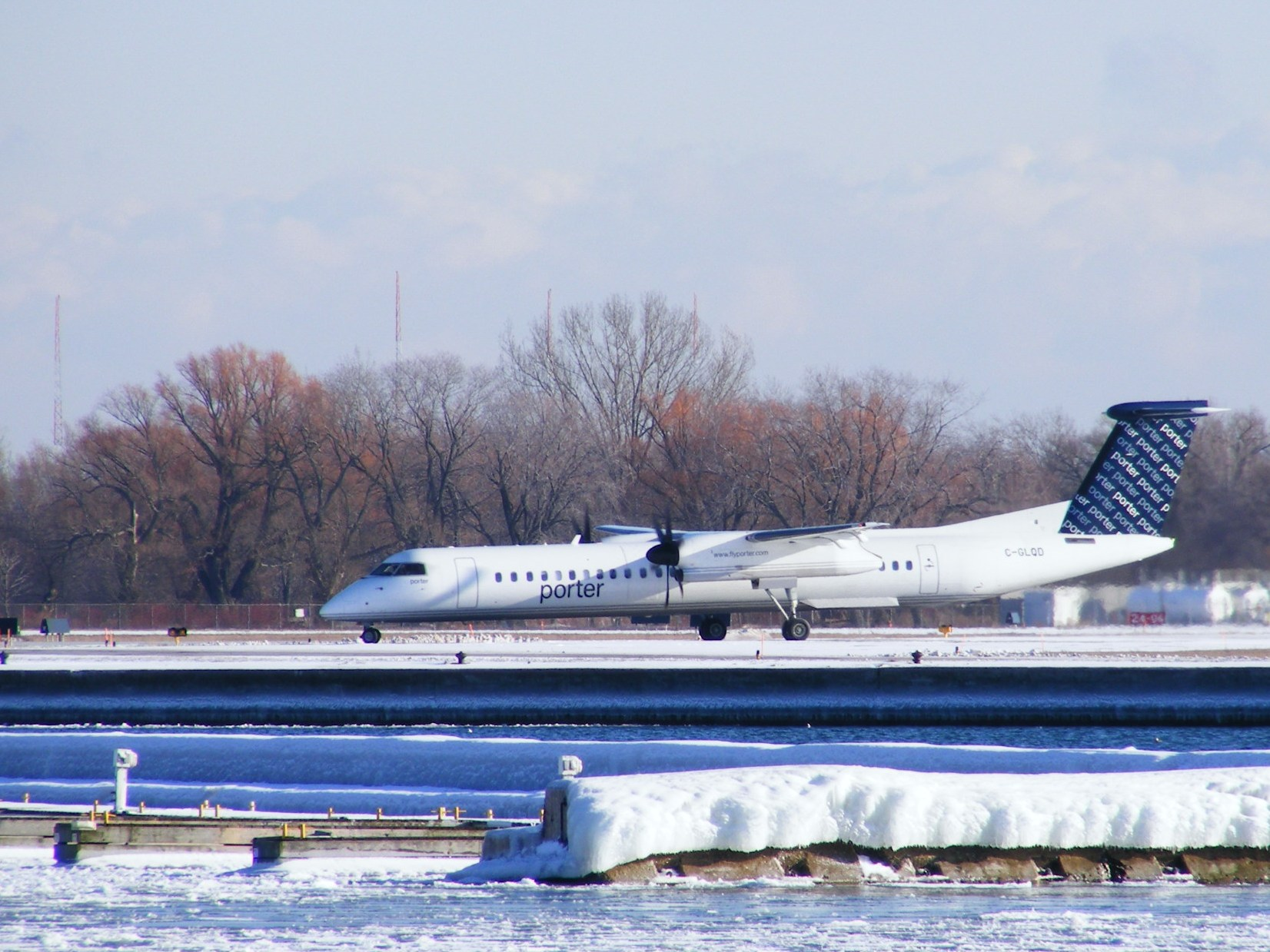
Dash-8-Q400 авіакомпанії Porter Airlines в аеропорту Торонто Бішоп

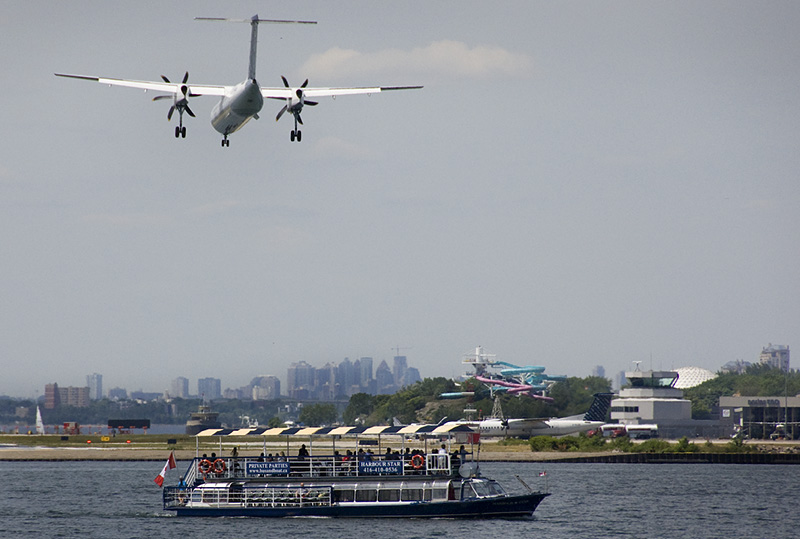
Dash-8-Q400 авіакомпанії Porter Airlines в заході на посадку в аеропорт Торонто Бішоп

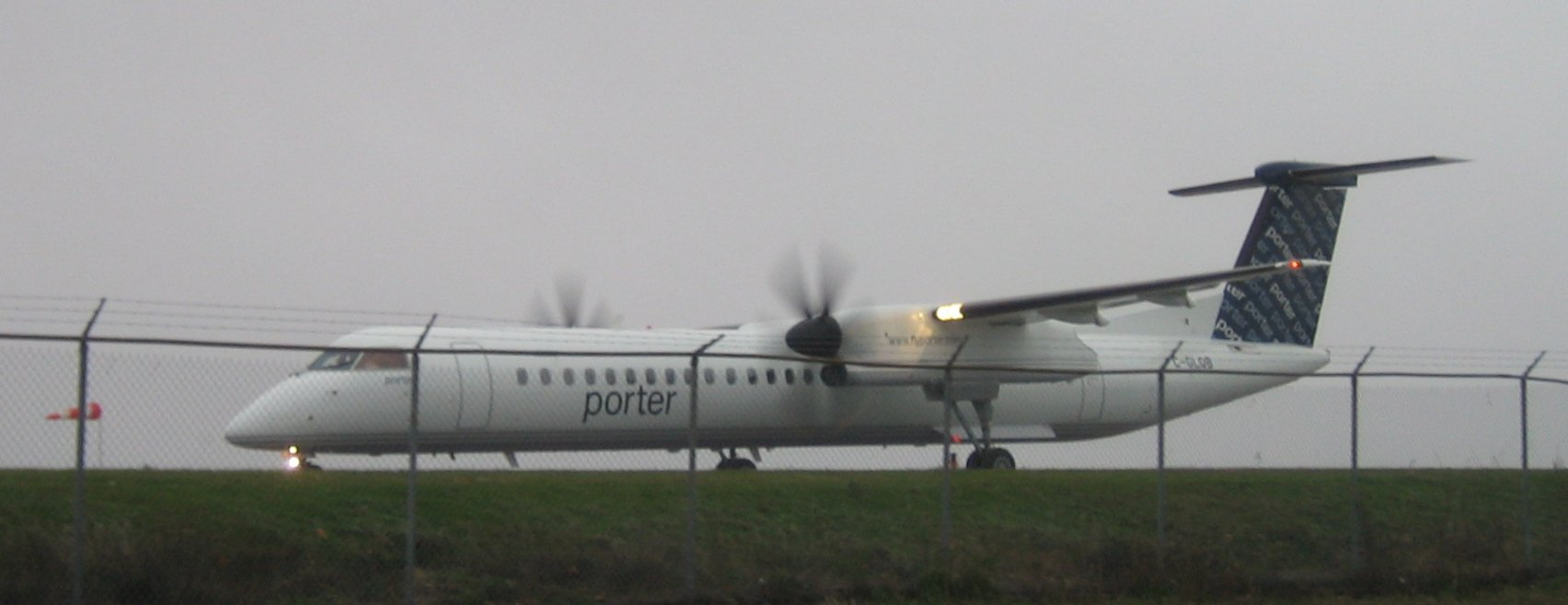
Dash-8 авіакомпанії Porter Airlines в міжнародному аеропорту Оттави, Канада

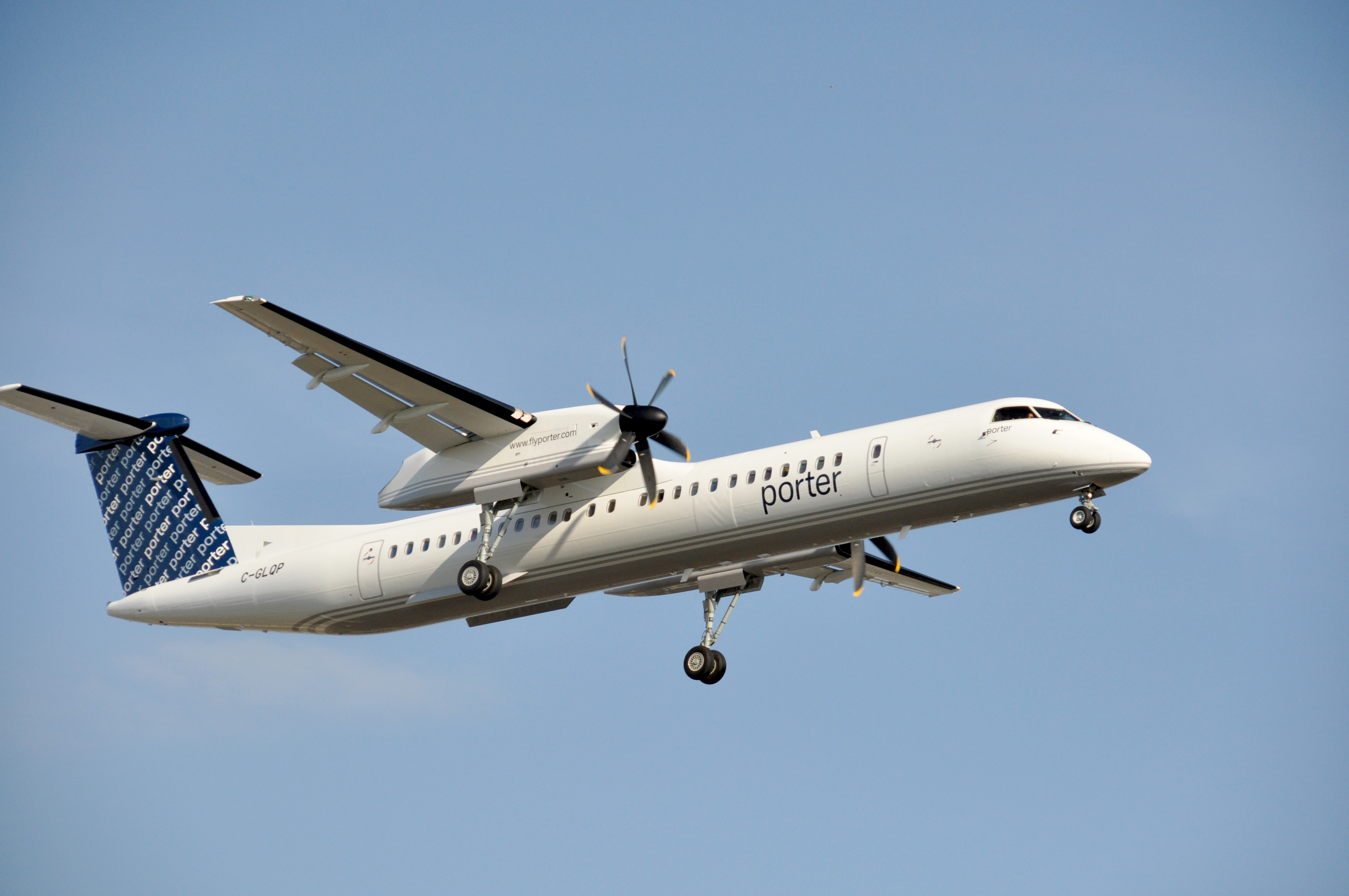
Dash-8 авіакомпанії Porter Airlines в заході на посадку в міжнародному аеропорту Монреаля імені П'єра Еліота Трюдо

Історія авіакомпанії Porter Airlines рясніє скандальними моментами. У 2002 році Аеропорт Торонто-Сіті імені Біллі Бішопа, який перебував у віданні Управління портами Торонто (TPA), спрацював на негативний фінансовий результат, який становив близько одного мільйона канадських доларів. До цього часу і після банкрутства регіонального перевізника City Express регулярні пасажирські рейси з аеропорту виконувала лише одна авіакомпанія Air Canada Jazz.
У жовтні 2002 року керівництво TPA оголосило про план пожвавлення діяльності аеропорту, бюджет якого становив 35 мільйонів доларів. План включав в себе будівництво мосту вартістю 15 мільйонів доларів і реконструкцію будівлі пасажирського терміналу (20 мільйонів доларів), що включала, зокрема, створення необхідної інфраструктури для залучення регіональних перевізників, в тому числі і нову авіакомпанію Porter Airines. З моменту свого відкриття аеропорт, що знаходиться на острові Торонто, був доступний тільки за допомогою пасажирських поромів, що було головною перешкодою на шляху збільшення обсягів пасажирського трафіку та зниження операційних витрат самого аеропорту. План TPA із загальним бюджетом в 35 млн доларів був схвалений Радою міста Торонто в листопаді 2002 року.
Проти планів, націлених на розширення аеропорту та збільшення обсягів перевезень, виступили мешканці сусідніх районів та громадські об'єднання, які в кінцевому рахунку утворили єдину громадську організацію Community Air, покликану усіляким чином перешкоджати розширенню інфраструктури Аеропорту Біллі Бішоп. На муніципальних виборах Торонто 2003 року дана проблема стала основним питанням всім кандидатам у збори представників, при цьому Барбара Хол і Торі Джон в ході передвиборної гонки підтримали план з будівництва мосту до острова Торонто, а Девід Міллер виступив проти його будівництва. Завдання скасування плану TPA була наріжним каменем передвиборної платформи Міллера, тому після його обрання в листопаді 2003 року на посаду мера Торонто новий Рада зборів представників проголосувала за скасування попереднього рішення Ради, фактично повернувши план TPA зі зведення мосту між основною територією міста і островом Торонто.
Отримавши рішення Ради збори представників, генеральний директор Porter Airlines Роберт Делюс подав позов на суму 505 мільйонів канадських доларів проти муніципалітету Торонто, а згодом залучив як співвідповідача за цим позовом і федеральний уряд Канади. Після отримання часткової компенсації для врегулювання поданого позову (сума грошової виплати залишилася таємницею за сімома печатками) від муніципальної Ради з управління портами Торонто авіахолдинг Porter Aviation Holdings викупив будівлю аеропорту Біллі Бішоп і 31 січня 2006 року розірвав договір на операційній обслуговування зі своїм конкурентом — регіональної авіакомпанією Air Canada Jazz. Через два дні, 2 лютого 2006 року холдинг оголосив, що головним перевізником аеропорту буде регіональна компанія Porter Airlines, яка бере на себе функції забезпечення авіаперевезень за основним комерційному маршруту Торонто, Оттава і яка буде працювати тільки на регіональних турбогвинтових літаках канадського виробництва Bombardier Dash-8 Q400. Чималу політичну підтримку холдингу надав і сам виробник літаків, влаштував на одному зі своїх заводів мітинг в підтримку планів Porter Aviation Holdings, на якому виступив лідер транспортного профспілки Канади Базз Харгрув, відзначив створення нових робочих місць і поява широких можливостей працевлаштування жителів регіону. У той же день TPA оголосив про плани поліпшення інфраструктури поромної переправи на благо нової авіакомпанії, що полягали в придбанні нового 150-місцевого пасажирського порома вартістю 4,5 мільйонів доларів США.
Противники планів розширення аеропорту, включаючи мера Торонто Міллера, членів міської ради, місцевих громадських організацій та депутатів муніципальної Ради Торонто Олівії Чоу і Джека Лейтона, висловили в засобах масової інформації серйозну стурбованість тим, що комерційна експлуатація аеропорту одним авіаперевізником призведе в кінцевому підсумку до істотного збільшення шуму і безконтрольного забруднення навколишнього середовища в Торонто.
Підняті проблеми включали в себе і питання до забезпечення безпеки авіаперевезень аеропорту Біллі Бішоп. Довжина основної злітно-посадкової смуги аеропорту становила 1200 метрів, що на 180 метрів коротше необхідного мінімуму для зльоту повністю завантаженого літака Bombardier Dash-8 Q400. Авіахолдинг вийшов з даної ситуації оригінальним чином, змінивши конфігурації салонів своїх лайнерів з 78 на 70 пасажирських місць. В даний час для пілотів літаків, що працюють на рейсах в аеропорт Біллі Бішоп, існує цілий ряд інформаційних обмежень таких, як попередження про щоглах морських суден, встановлених по сусідству з аеропортом вітрових двигунах та інших. Траєкторія підходу лайнера до аеропорту Біллі Бішоп сильно зміщена від лінії центру злітно-посадкової смуги, щоб уникнути ряду проблем з висотними будівлями і трубами промислових об'єктів, що знаходяться на шляху заходу літаків на посадку.
У лютому 2006 року магістральна авіакомпанія Air Canada в особі свого регіонального партнера Air Canada Jazz подала судовий позов у Вищий суд Онтаріо на суму 11,5 мільйонів доларів США проти керуючої компанії TPA, додавши потім як співвідповідача за позовом авіаційний холдинг Porter Aviation Holdings. Позивач стверджував, що TPA свідомо розірвала договір на обслуговування конкуруючої компанії, змусивши Air Canada Jazz піти з аеропорту і тим самим створивши всі умови для утворення монополії в аеропорту Біллі Бішоп. Дещо пізніше авіакомпанія подала аналогічний позов у Федеральний суд Канади. 20 жовтня 2009 року Air Canada Jazz офіційно відкликала позов з Вищого суду Онтаріо, однак за заявою топ-менеджерів компанія планує продовжити судове переслідування TPA і Porter Aviation Holdings у федеральному суді. Згідно з інформацією керівництва Air Canada Jazz, компанія відкликала позов із суду провінції з причини того, що TPA фактично є транспортним агентством федерального рівня, аеропорт Торонто-Сіті імені Біллі Бішопа також є аеропортом федерального значення, тому й справа проти нього має розглядатися відповідною інстанцією. Муніципальний і федеральний позови при цьому розрізняються — в останньому випадку не озвучена загальна сума збитку авіакомпанії. Авіаційний холдинг Porter Aviation Holdings подав зустрічний позов, що ґрунтується на заяві про партнерських відносинах між Air Canada Jazz і магістралом Air Canada, умови якої створюють неконкурентну середовище для інших авіакомпаній, при цьому сума поданого позову становить 850 мільйонів доларів США.
Перший регулярний пасажирський рейс Porter Airlines в Оттаву з аеропорту Біллі Бішоп був виконаний 23 жовтня 2006 року. На перших порах регулярних польотів пасажири авіакомпанії постійно блокувалися пікетами на доках порома, мітингувальники закликали пасажирів бойкотувати всі рейси Porter Airlines. Незважаючи на те, що пікети згодом не організовувалися, активісти противників дій авіахолдингу постійно стежать за його діяльністю за допомогою офіційно розміщеної в аеропорту громадської організації Community Air, головною і єдиною задачею якої є контроль всіх сфер роботи Porter Airlines і TPA. 12 вересня 2008 року офіційний представник TPA підтвердив на щорічному звіті в муніципалітеті, що холдинг був оштрафований за заявою Community Air за порушення режиму роботи аеропорту, яке проявилося в декількох польотах літаків пізніше 23 годин і виникли за твердженням громадських активістів незручності мешканців прилеглих районів. У 2009 році TPA замовив роботи з обстеження аеропорту, результатами яких повинні стати заходи щодо зниження рівня шуму від зльотів та посадок повітряних суден в аеропорту.
У 2009 році TPA і Porter Aviation Holdings продовжили спільні роботи в області розширення інфраструктури аеропорту. У січні 2009 року TPA оголосив про плани з придбання нових, більш містких пасажирських поромів «для підтримки планів авіакомпанії по збільшенню обсягів перевезень». При цьому, за заявою керівництва TPA, вартість модернізації поромів ляже на пасажирів, шляхом включення до їх квитки невеликого збору. Рішення щодо придбання поромів за 5 мільйонів доларів США було озвучено ще в 2008 році генеральним директором Porter Aviation Holdings Робертом Делюсом і ознаменувався черговим скандалом в Муніципальній Раді Торонто: керуючий директор TPA Колін Уотсон, маючи в даному проекті власний комерційний інтерес, з одного боку пообіцяв Делюсу голосувати за запропонований проект, а на ділі проголосував проти, причому результати голосування розподілилися як 5 — «за» і 4 — «проти». У червні 2009 року федеральний комісар з етики Марія Доусон відсторонила Уотсона від займаної посади.
На який відбувся у вересні 2009 року щорічному звіті TPA офіційний представник компанії підтвердив три факту порушення протягом року режиму роботи аеропорту, причинами яких стали посадки літаків в аеропорту в нічний час (пізніше 23 години). За кожне з цих порушень авіакомпанія була оштрафована на 5 тисяч доларів США. В одному з таких випадків вихід розкладу за межі тимчасових обмежень сталося з вини диспетчерської служби Міжнародного аеропорту Торонто Пірсон, що втім не врятувало авіакомпанію від штрафних санкцій. Виступив на містом звіті генеральний директор Porter Airlines Роберт Делюс виправдовувався наступним чином: «Ви знаєте, сотні і сотні рейсів відлітають і прилітають до аеропорту за розкладом і дуже-дуже-дуже мало випадків, коли порушуються тимчасові обмеження. Трапляються особливі обставини — і ці обставини є великою рідкістю — призводять до порушення режиму.»

## Маршрутна мережа
Станом на 28 лютого 2010 року авіакомпанія Porter Airlines виконувала регулярні пасажирські рейси за такими напрямами:
| Маршрутна мережа авіакомпанії Porter Airlines | Маршрутна мережа авіакомпанії Porter Airlines           | Маршрутна мережа авіакомпанії Porter Airlines | Маршрутна мережа авіакомпанії Porter Airlines | Маршрутна мережа авіакомпанії Porter Airlines |
| --------------------------------------------- | ------------------------------------------------------- | --------------------------------------------- | --------------------------------------------- | --------------------------------------------- |
| Місто                                         | Аеропорт                                                | Примітки                                      |                                               |                                               |
| Канада                                        |                                                         |                                               |                                               |                                               |
| Галіфакс                                      | Міжнародний аеропорт Галіфакс Стенфілд                  | основний маршрут                              |                                               |                                               |
| Монктон                                       | Міжнародний аеропорт Великий Монктон                    | з 25 червня 2010 року                         |                                               |                                               |
| Монреаль                                      | Міжнародний аеропорт Монреаль імені П'єра Елліота Трюдо |                                               |                                               |                                               |
| Мон-Тремблан                                  | Міжнародний аеропорт Мон-Тремблан Рив'єра-Руж           | сезонний                                      |                                               |                                               |
| Оттава                                        | Міжнародний акропорт Оттава Макдональд-Картьє           | основний маршрут                              |                                               |                                               |
| Квебек                                        | Міжнародний аеропорт Квебек-сіті імені Жана Лесажа      |                                               |                                               |                                               |
| Сент-Джонс                                    | Міжнародний аеропорт Сент-Джонс                         |                                               |                                               |                                               |
| Грейтер-Садбері                               | Аеропорт Великий Садбері                                | з 31 березня 2010 року                        |                                               |                                               |
| Тандер-Бей                                    | Міжнародний аеропорт Тандер-Бей                         |                                               |                                               |                                               |
| Торонто                                       | Аеропорт Торонто-Сіті імені Біллі Бішопа                | хаб                                           |                                               |                                               |
| США                                           |                                                         |                                               |                                               |                                               |
| Бостон                                        | Міжнародний аеропорт Логан                              |                                               |                                               |                                               |
| Чикаго                                        | Аеропорт Чикаго Мідвей                                  |                                               |                                               |                                               |
| Міртл-Біч                                     | Міжнародний аеропорт Міртл-Біч                          | сезонний                                      |                                               |                                               |
| Ньюарк                                        | Міжнародний аеропорт Ньюарк Ліберті                     |                                               |                                               |                                               |

Керівництво авіакомпанії Porter Airlines розглядає можливість відкриття регулярних рейсів з Торонто в Су-Сент-Марі, Тіммінс і Вінзор в провінції Онтаріо, Стефенвілл в провінції Ньюфаундленд і Лабрадор, а також у міста Сполучених Штатів Америки Цинциннаті, Клівленд, Детройт, Філадельфія і Вашингтон (округ Колумбія).

## Флот
Станом на 7 лютого 2010 року повітряний флот авіакомпанії Porter Airlines складали літаки в однокласному компонуванні пасажирських салонів:
Перші 18 турбогвинтових літаків Q400 були поставлені в 70-місному компонуванню пасажирських салонів і за оцінками експертів обійшлися авіакомпанії в суму близько 500 мільйонів доларів США. У червні 2009 року Porter Airlines розмістила замовлення на два лайнери того ж класу і тієї ж конфігурації салонів. 70-місцеве компонування дозволяє літакам (розрахованим на 78 пасажирських місць в оригінальної конфігурації) здійснювати зльоти з повним завантаженням з злітно-посадкової смуги Аеропорту Торонто-Сіті імені Біллі Бішопа, довжина якої на 180 метрів коротше необхідної безпеки довжині смуги для літаків Q400 в оригінальному виконанні. Дана спрощена конфігурація також дозволяє лайнерам Porter Airlines використовувати укорочену ЗПС 11/29 Міжнародного аеропорту Ньюарк Ліберті.

## Авіаподії і нещасні випадки
- 21 квітня 2009 року. При посадці Q400 (реєстраційний номер C-GLQD) в Міжнародному аеропорту Оттава літак зачепив хвостом злітно-посадкову смугу. Про потерпілих не повідомлялося, лайнер був відправлений у базовий порт Біллі Бішоп на ремонтні роботи інженерів компанії Bombardier[32].
- 14 листопада 2009 року, рейс 243 Міжнародний аеропорт Галіфакс — Міжнародний аеропорт Сент-Джонс. Через 45 хвилин після зльоту з аеропорту Галіфаксу командир корабля втратив свідомість і другий пілот повернув літак назад в аеропорт вильоту. До моменту інциденту 39-річний КВС мав наліт понад 7 тисяч годин. Рейс був виконаний пізніше в той же день іншим екіпажем[33].